# Waka (gênero musical)
Waka (em iorubá: Wákà) é um gênero musical popular entre os iorubás muçulmanos. Tornou-se popular através de Batile Alake de Ijebu Ibo, que adotou o gênero para o objetivo final da música nigeriana de tocá-lo em concertos e festas; também, foi a primeira cantora a gravar um álbum. Mais tarde, jovens cantores como Salawa Abeni e Kuburatu Alaragbo aderiram ao grupo. Em 1992, Salawa Abeni foi coroada "Rainha do Waka" pelo alafim de Oió, o obá Lamidi Adeiemi III. 